# Tipula (Eumicrotipula) riveti tolimensis
Tipula (Eumicrotipula) riveti tolimensis is een ondersoort van de tweevleugelige Tipula (Eumicrotipula) riveti uit de familie langpootmuggen (Tipulidae). De ondersoort komt voor in het Neotropisch gebied.